# Daniel Koch
Daniel Koch (13 aprile 1955) è un medico ed epidemiologo svizzero.
È anche ex impiegato federale della Confederazione Elvetica. Dal 2008 al 2020 è stato a capo del dipartimento "Malattie Infettive" presso l'Ufficio federale della sanità pubblica elvetico (acronimo UFSP in italiano o BAG in tedesco).
Nel 2020 ha gestito tutte le conferenze con i media elevetici per la pandemia COVID-19 per conto del BAG fino a fine emergenza.

## Biografia e carriera
Koch ha studiato medicina all'Università di Berna, quindi ha lavorato come assistente medico per diversi anni.
Dal 1988 al 2002 ha lavorato per il Comitato Internazionale della Croce Rossa, prima come coordinatore medico nelle aree di crisi, anche durante la guerra civile in Sierra Leone, Uganda, Sudafrica e Perù.
Dal 1997 ha lavorato come assistente medico presso la sede del CICR a Ginevra, dove era responsabile dei programmi medici in Africa. Nel 1996/97, Koch ha completato la sua formazione con un diploma post laurea presso la Johns Hopkins University di Baltimora, negli Stati Uniti, che ha completato con un Master in Public Health (MPH).
Dal 2002 lavora per il BAG in vari dipartimenti. È stato membro della Task Force contro la pandemia di SARS 2002/2003 e influenza aviaria H5N1. Fino al 2006, ha diretto la sezione "Vaccinazioni". Dal 2006 al 2008 è stato a capo della sezione "Preparazione pandemica".
Daniel Koch è diventato noto in tutta la Svizzera nella primavera del 2020 durante la pandemia mondiale COVID-19 grazie alla sua presenza sui media svizzeri come capo del dipartimento Malattie Infettive presso il BAG. Dal 1º aprile 2020, data in cui Stefan Kuster ha assunto il comando del BAG, Koch ha lavorato con il titolo di "Delegato BAG per COVID-19" e ha continuato a rappresentare il BAG in pubblico durante tutta la pandemia. Tra le altre cose, ha preso parte a tutte le conferenze stampa del Consiglio federale. Quando il Consiglio federale il 27 maggio ha annunciato l'imminente fine della situazione straordinaria, Koch ha potuto lasciare il suo incarico. Il consigliere federale Alain Berset lo ha ringraziato per il suo impegno.
Koch ha due figli grandi. Oltre al suo coinvolgimento nel settore sanitario, lavora anche per la protezione degli animali presso Certodog (Fondazione per il benessere dei cani). Possiede due boxer e un cane da slitta. Nel tempo libero pratica sport e corre mezze maratone e maratone.